# Vampirus
Vampirus (Peeps) è un romanzo dello scrittore statunitense Scott Westerfeld.

## Trama
Il testo narra la storia di Cal Thompson, che all'età di 19 anni è diventato "Pip" o comunemente detto "Parassita-positivo". Questo giovane ragazzo vive a New York e lavora per il Night Watch, ovvero un'organizzazione che salva il mondo da imminenti ondate di parassiti. Il protagonista cerca di capire come mai è un portatore sano di questo parassita che fa diventare matte le persone, grazie a Lacey, Cal riuscirà a trovare le risposte a ciò che cerca.